# フィジーの世界遺産

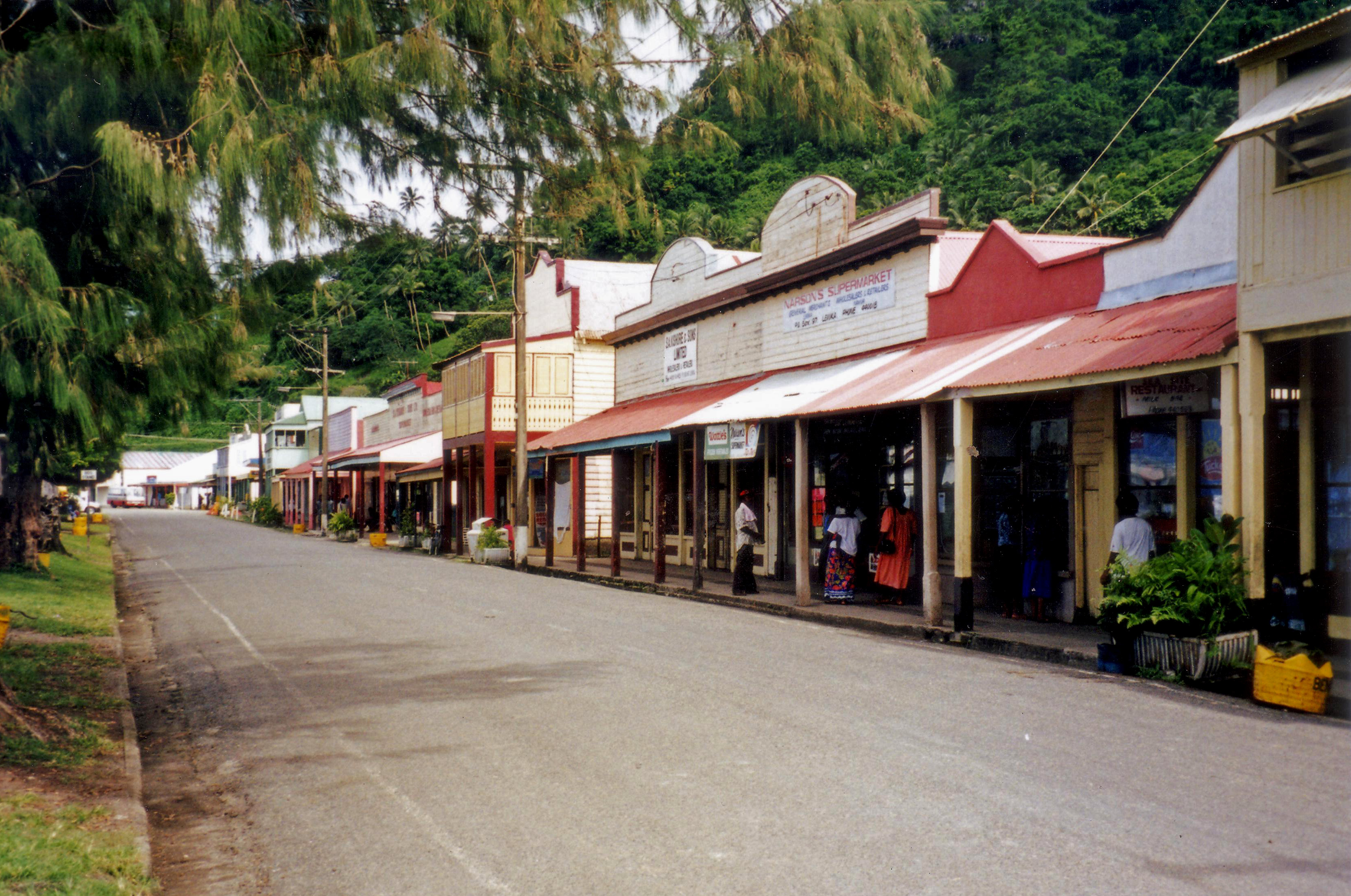
レブカの歴史的港町

フィジーの世界遺産について述べる。フィジーの世界遺産条約受諾は1990年11月21日のことであった。以下は第38回世界遺産委員会（2014年）終了時点のものである。

## 文化遺産
- レブカの歴史的港町 - 2013年

## 自然遺産
なし

## 複合遺産
なし

## 暫定リスト

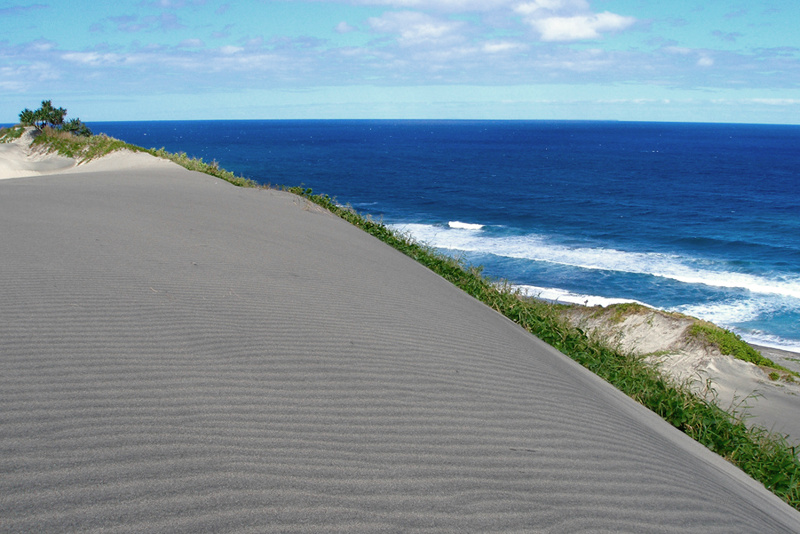
シンガトカ砂丘国立公園

世界遺産の暫定リストには、3件が記載されている（いずれも1999年記載）。
- Sovi Basin
- シンガトカ砂丘群 (Sigatoka Sand Dunes)
- ヤンドゥアタンバのタテガミフィジーイグアナ保護区 (Yaduataba Crested Iguana Sanctuary)